# 山口隆行
山口 隆行（やまぐち たかゆき、1975年12月28日 - ）は、日本の男性声優。81プロデュース所属。千葉県出身。

## 人物
友人から声優の体験レッスンに誘われ、一緒に行ったことがきっかけで声優を目指した。

## 出演
太字はメインキャラクター。

### テレビアニメ
1998年
- 彼氏彼女の事情（1998年 - 1999年、男子生徒A、男子生徒C、生徒A、主将、男子A 他）
- 超速スピナー（1998年 - 1999年、少年、キャプテン、河村）

1999年
- KAIKANフレーズ（ルーシーメイのメンバー、シンちゃん）
- 鋼鉄天使くるみ（1999年 - 2001年、研究員、町の人々、観客） - 2シリーズ
- 週刊ストーリーランド「動き出した大仏」（生徒B）
- スージーちゃんとマービー（キャスターA）
- デュアル!ぱられルンルン物語（四加一樹）
- 爆球連発!!スーパービーダマン（原田）

2000年
- だぁ!だぁ!だぁ!（2000年 - 2002年、写真部部長、新聞部部長、会場係、人々）
- トラブルチョコレート
- HAND MAID メイ（早乙女和也）
- ファーブル先生は名探偵（ルクール）
- ポケットモンスター（2000年 - 2001年、レッド、ボート運転手）

2001年
- あぃまぃみぃ!ストロベリー・エッグ（青木恭祐）
- サラリーマン金太郎（水木一樹）
- 星界の戦旗II（ガボート）
- ゾイド新世紀スラッシュゼロ（ゲーマー）
- 探偵少年カゲマン（ハチロー）
- 地球防衛家族（野次馬A）
- 花右京メイド隊（男子生徒A、慈悲王ホスト隊1、野郎C、運動部A、慈悲王ホスト隊2 他）
- パラッパラッパー（電話の声）

2002年
- 藍より青し（内田くん）
- キ・ファイターテラン（ファイブモンキーズ4、マウントス）
- 激闘!クラッシュギアTURBO（篠宮ライ）
- SAMURAI DEEPER KYO（十二神将シンダラ）
- デュエル・マスターズ（2002年 - 2003年、司会者、金髪青年、司会、対戦相手1、少年A 他）
- 東京アンダーグラウンド（ライチ）
- 爆闘宣言ダイガンダー（ロダーン（α、β））
- ぱにょぱにょデ・ジ・キャラット（おじいさんB、キザ男、ブタA）
- PIANO（池田）
- ヒカルの碁（飯島良、久野、中国棋院プロ）
- ぷちぷり*ユーシィ（アルク）
- ロックマンエグゼ（所員B、ナビ7）

2003年
- AVENGER
- クラッシュギアNitro（審判）
- コロッケ!（ペリンペリン）
- 金色のガッシュベル!!（男子生徒）
- スーパートレインがんばりダッシュ（500けいのぞみくん）
- とっとこハム太郎（2003年 - 2005年、ポテトくん） - 2シリーズ
- .hack//黄昏の腕輪伝説（トム、騎士、剣士）
- 冒険遊記プラスターワールド（2003年 - 2004年、テラ、ココッコ、プラストターボ、マイナスター、先生 他）
- ポケットモンスター アドバンスジェネレーション（2003年 - 2004年、トレーナー、アクア団、ゼカー）
- ポケットモンスター サイドストーリー（ジュウベエ）
- まっすぐにいこう。（生徒）
- まぶらほ（山口隆史、男子生徒）

2004年
- 頭文字D Fourth Stage（東堂塾生）
- ゾイドフューザーズ（マロイ）
- マシュマロ通信（2004年 - 2005年、クローブ、サニー、スペースパパ）

2005年
- ガラスの仮面（吉沢ひろし 他）
- スターシップ・オペレーターズ（加瀬タイシ）
- MAJOR 2ndシーズン（2005年 - 2006年、仁田峠、木村）

2007年
- ぜんまいざむらい（ヒョロリ、家具屋、寺子屋教師 他）
- D.Gray-man（チッタ）
- ながされて藍蘭島（てるてるまっちょ）

2008年
- 紅（男2、生徒C）
- ゴルゴ13（マーティの子分）
- 絶対可憐チルドレン（菊池）
- ネオ アンジェリーク Abyss -Second Age-（ガストン、チンピラ）
- バトルスピリッツ 少年突破バシン（男）

2011年
- カードファイト!! ヴァンガード（2011年 - 2020年、井崎ユウタ、槍の化身 ター、隠密魔竜 マガツストーム） - 10シリーズ

2013年
- バクマン。3（田宮守、マネージャー）
- みにヴぁん（2013年 - 2016年、井崎ユウタ、ヘイヨー・パイナッポー） - 2シリーズ

2014年
- 魔法戦争（一氏誠）

### 劇場アニメ
- 劇場版ポケットモンスター アドバンスジェネレーション 七夜の願い星 ジラーチ（2003年、ポケモンたち）
- 劇場版ポケットモンスター アドバンスジェネレーション 裂空の訪問者 デオキシス（2004年、オペレーター）
- 劇場版 カードファイト!! ヴァンガード ネオンメサイア（2014年、井崎ユウタ）
- えんぎもん（2018年、福次郎[12]）

### OVA
- サンゴの海と王子（2000年、ケイ）
- フリクリ（2000年、黒服達）
- うさぎちゃんでCue!!（2001年）
- 花右京メイド隊（2001年、サブ、学生、くま）
- アーリーレインズ（2003年、機関士補、部下）
- アレクサンドロスの決断（2003年、幼少期のプトレマイオス）
- まんがDVD リングにかけろ（2003年、イカルス）
- おジャ魔女どれみナ・イ・ショ（2004年、高木まなぶ）
- やなせたかしメルヘン劇場 いねむりおじさん（2008年、イルカ）
- 紅（2010年、犯人1）

### Webアニメ
- インターネットアニメーション 銀河鉄道999（2002年、ミラー）

### ゲーム
1999年
- ATHENA 〜Awakening from the ordinary life〜（さとし）
- ときめきメモリアル ドラマシリーズ vol.3 旅立ちの詩（鏡の取り巻き2）

2001年
- Sister Princess
- ファイナルファンタジーX（アニキ、クラスコ、ワンツ）

2002年
- SAMURAI DEEPER KYO（真達羅）
- .hack//感染拡大 Vol.1
- .hack//悪性変異 Vol.2（シェラタン）
- .hack//侵食汚染 Vol.3（シェラタン）
- ヒカルの碁 〜院生頂上決戦〜（飯島良）
- ヒカルの碁 〜平安幻想異聞録〜（検非違使）
- ファイナルファンタジーII（レオンハルト） - PS版
- 星のまほろば（ホホデミ）

2003年
- .hack//絶対包囲 Vol.4
- ファイナルファンタジーX-2（アニキ、クラスコ）

2004年
- アヴァロンの鍵弐 秩序と戒律（ダグリス）
- ヴァンパイアパニック（市民）
- コロッケ!4 バンクの森の守護神（カルパス兵）
- ZOIDS VS. III（マロイ・ドラールス）

2005年
- ゾイドインフィニティフューザーズ（ランス、マロイ・ドラールス）
- ゾイドタクティス（マロイ・ドラールス）
- 天外魔境III NAMIDA（必殺の観音）
- 武蔵伝 II ブレイドマスター（ブレド）

2006年
- ガンパレード・オーケストラ 青の章 〜光の海から手紙を送ります〜（鈴木俊郎）
- 地球防衛軍3（兵士）

2013年
- カードファイト!! ヴァンガード ライド トゥ ビクトリー!!（井崎ユウタ）

2014年
- カードファイト!! ヴァンガード ロック オン ビクトリー!!（井崎ユウタ）

2019年
- ヴァンガード ZERO（井崎ユウタ）

### ドラマCD
- エデンを遠く離れて2 [緑陰の楽園]（生徒A）
- エデンを遠く離れて3 [切ない夜の楽園]（生徒B、加藤家の男たち3、買物客A）
- Lの季節 〜A piece of memories〜（才輝）
- 王子さまLv2（赤王号）
- オペレッタ かさじぞう[13]
- 風の王国（陽善）
- 子供（ガキ）の領分 シリーズ
  - 子供（ガキ）の領分7 怪物君パニック（加納）
  - 子供（ガキ）の領分9 分岐点 vol.2 波乱（加納）
- 神無月の巫女（仕切りの役員）
- ガンパレード・オーケストラ ドラマCD Vol.6 青の章（鈴木俊郎）
- グラビテーション Sound Story (ラジオスタッフ）
- 紅茶王子〜Seaside Tea House〜（大学生）
- 此花「True Report」（桜庭武士）
- SAMURAI DEEPER KYOシリーズ（十二神将・シンダラ）
- 式神の城 ver1.62 第六世界英雄録（男子生徒）
- 世界でいちばん大嫌い（ナンパ男1、親切な男）
- タイムリミット（オロスコ）
- 宝裸2 大きなコケシの故郷で（隊員D・アナウンサー）
- タクミくんシリーズ09 夢の後先（坂咲瞳）
- ティンクルセイバー（松田七月男）
- 電光石火BOYS（男子）
- 伝説の勇者の伝説（ラッハ・ベラリオール）
- ときめきメモリアルドラマシリーズ Vol.3 旅立ちの詩
- ドラマティックドラゴン2nd まぶらほ
  - 第1章「運命の再会」（体育の先生）
  - 第3章「約束の魔法」
- ながされて藍蘭島 ドラマCD vol.1（てるてるまっちょ）
- 生意気。（杉本）
- BUS GAMER（対戦者）
- はっぴょう会 劇あそび てぶくろ（はやあしうさぎ）
- HAND MAID メイ ノンスクランブルCDドラマ（早乙女和也）
- HAND MAID メイ ドラマCD選集メイっぱい・上巻（早乙女和也）
- HAND MAID メイ ドラマCD選集 メイっぱい・下巻（早乙女和也）
- 不器用なサイレント（男子生徒）
- 富士見二丁目交響楽団 6 マンハッタン・ソナタ（ウェイター）
- 僕の銀狐（生徒）

### 吹き替え

#### 映画
- 穴/HOLES（マグネット）
- ヴァンピレラ（フォーリー・アッカーマン）
- 裏街の聖者（ソウ）
- X-メン
- エブリバディ・ラブズ・サンシャイン（グレッグ）
- ガールズ・ルール!100%おんなのこ主義
- ケイブマン
- 恋のからさわぎ
- シーズンチケット
- ジェイソンX 13日の金曜日（アザレル）
- スパイダーマン（男子生徒）
- ハイスクール・ミュージカル
- ハイ・フィデリティ
- ファイト・バック・トゥ・スクール
- フォーエバー・フィーバー（ボビー）
- フューチャー・ゲーム
- プラクティカル・マジック
- メタル・スポイラー（スティービー）
- レプリコーン/妖精伝説
- ロイヤル・セブンティーン
- ロード・トゥ・ヘル（ショーン・サリヴァン）

#### テレビドラマ
- ザ・ソプラノズ 哀愁のマフィア
- G-SAVIOUR（コンピューターの声）
- ボーイ・ミーツ・ワールド（アレックス、ブレント）
- プロビデンス（アジア系医学生）

#### アニメ
- ザ・バットマン（スコーン / アンディ・マロリー）
- 装甲救助部隊レストル（マル・カン）
- ダグ（ネッド・コーフィー）
- ドンキーコング（クリッター）
- ボブとはたらくブーブーズ（マック）

### テレビ番組
- のりものスタジオ（しんごう3きょうだい・黄）

### その他コンテンツ
- 少女コミックプレミアムビデオ P-クリップ ミルククラウン♥rs（五竜神田神）※『少女コミック』2003年14号応募者全員サービス
- SUPER VOICE WORLD 夢と自由とハプニング
- Hard Boiled -グリフォンの幻影-（ソンサック弟）
- オーディオブック RIGHT×LIGHT（2020年、朗読、遠見啓介）